# National Naval Medical Center
Das National Naval Medical Center (NNMC) oder Bethesda Naval Hospital ist die führende medizinische Einrichtung der United States Navy. Es finden dort sowohl Zahn- und Humanmedizinische Forschung als auch die medizinische Versorgung von Marinesoldaten und Regierungsangehörigen (so auch des US-Präsidenten und seiner Familie) statt.
2011 wurde das NNMC mit dem Walter Reed Army Medical Center (WRAMC) zum Walter Reed National Military Medical Center (WRNMMC) vereinigt. Seine Einrichtungen befinden sich in Bethesda, Maryland, nahe Washington, D.C.

## Geschichte
Den Bauplatz für das NNMC wählte 1938 der damalige Präsident Franklin D. Roosevelt. Er setzte auch am 11. November 1940 den Grundstein für das Marinekrankenhaus, das ursprünglich 1200 Betten fassen sollte. Außerdem umfasste das Medical Center zu dieser Zeit die Naval Medical School, die Naval Dental School (heute National Naval Dental Center) und das Naval Medical Research Institute. Nach dem Ende des Zweiten Weltkrieges wurde durch provisorische Erweiterungen der Gebäude Platz für insgesamt 2464 Patienten geschaffen – größtenteils verwundete Soldaten der Navy und der Marines.
Vom August 1960 bis Sommer 1963 wurde das Krankenhaus erweitert. Das Bauprojekt mit einem Gesamtvolumen von 5,6 Millionen Dollar sah den Anbau von zwei fünfstöckigen Flügeln an die Ostseite des Hauptgebäudes vor, die provisorische Bauten des Zweiten Weltkriegs ersetzen sollten.
Nach dem Attentat auf John F. Kennedy wurde im November 1963 im NNMC die Autopsie Kennedys durchgeführt. Nach dem Attentat wurde Kennedy in das Parkland Memorial Hospital gebracht, wo sein Tod festgestellt wurde. Die Ärzte und der Gerichtsmediziner verlangten richtigerweise, die Autopsie selbst durchzuführen, da es sich um einen Mord im Dallas County handelte. Trotz der Faktenlage setzte sich der Secret Service durch: Kennedys Leichnam wurde mit der Air Force One nach Washington gebracht und schließlich am Abend des 22. November 1963 im Bethesda Naval Hospital obduziert.
1975 fand eine umfassende Modernisierung der Einrichtung statt. Unter anderem wurden zwei weitere Gebäude mit einer Gesamtfläche von 82.000 m² errichtet.
1979 wurden die letzten provisorischen Bauten aus dem Zweiten Weltkrieg durch ein mehrstöckiges Mitarbeiterparkhaus ersetzt. Durch diese Erweiterung wurde das NNMC zu einer der größten medizinischen Einrichtungen des Landes.
Am 25. August 2005 empfahl das Base Realignment and Closure Committee das Walter-Reed-Militärkrankenhaus im Rahmen des „Base Realignment and Closure-Programm 2005“ mit dem NNMC zusammenzulegen. Durch die Erweiterung des Bethesda Naval Hospitals entstand 2011 das Walter Reed National Military Medical Center, ein modernes teilstreitkräfte-übergreifendes Krankenhaus.